# Wołodymyr Sereda
Wołodymyr Sereda, ukr. Володимир Середа (ur. 2 grudnia 1934 w Laszkach) – ukraiński działacz społeczny i polityczny, prezes Towarzystwa „Nadsanie” i Towarzystwa „Zakierzonnia”.

## Życiorys
Syn Mykoły i Marii (z d. Karapyta). 21 marca 1946 roku został z rodziną wysiedlony na Ukrainę do wsi Bajkowce w rejonie tarnopolskim. W latach 1952–1957 studiował na Wydziale Fizyki Uniwersytetu Iwana Franki we Lwowie. Studiował także na studiach podyplomowych. W latach 1963–2006 był wykładowcą na Politechnice Lwowskiej.
Wołodymyr Sereda jest przewodniczącym Związku Stowarzyszeń Deportowanych Ukraińców „Zakerzonnia” i członkiem Lwowskiego Obwodowego Towarzystwa Społeczno-Kulturalnego „Nadsiannia”.
W latach 1989–2001 był członkiem Ludowego Ruchu Ukrainy. W 2005 roku był członkiem partii Nasza Ukraina.
Jego syn Ostap (ur. w 1970) jest historykiem, doktorem filozofii i wykładowcą na Uniwersytecie Lwowskim.

## Odznaczenia
- Order „Za zasługi” (Ukraina) I[2], II i III stopnia.